# آلدوس هاکسلی
آلدوس لئونارد هاکسلی (به انگلیسی: Aldous Leonard Huxley) (زاده ۲۶ ژوئیه ۱۸۹۴ – درگذشته ۲۲ نوامبر ۱۹۶۳) نویسنده و فیلسوف بریتانیایی و یکی از اعضای برجسته خانواده هاکسلی بود.
بیشتر شهرت او به خاطر ‌رمان‌هایش همچون دنیای قشنگ نو که در یک زمینه پادآرمانشهری از لندن تصویر شده‌است، یا برای کتاب‌های غیر داستانی‌اش مانند درهای ادراک که به بیان تجربه‌های نویسنده از مصرف یک داروی روان گردان اختصاص دارد، یا برای طیف گسترده‌ای از مقالات است. او در ابتدای دوران فعالیتش، ویرایش‌گر مجله آکسفورد پوئتری بود و تعدادی داستان کوتاه و شعر نیز منتشر کرد. بعدتر سفرنامه، فیلمنامه و نمایشنامه نیز نوشت. وی دهه‌های پایانی زندگی‌اش را در آمریکا گذراند و از ۱۹۳۷ تا زمان مرگش در لس آنجلس زندگی کرد. در سال ۱۹۶۲ یک سال قبل از مرگش، عنوان مصاحب ادبیات (به انگلیسی: Companion of Literature) از طرف انجمن پادشاهی ادبیات انگلستان به او اعطا شد.
هاکسلی یک انسان‌گرا، صلح‌جو و هجونویس بود. بعدها موضوع‌های روحانی همچون فراروان‌شناسی، عرفان فلسفی به‌طور مشخص و عام‌گرایی نیز در شمار علایق او قرار گرفتند. در سال‌های پایانی زندگی‌اش او را به عنوان یکی از اندیش‌مندان برجسته زمانه خودش پذیرفته بودند. او هفت بار برای دریافت جایزه نوبل ادبیات نامزد شده بود.

## زندگی
آلدوس هاکسلی در انگلستان به دنیا آمد، پس از اتمام تحصیلات خود مدتی به تدریس اشتغال داشت و سپس طی سفری به ایتالیا، کار نویسندگی را آغاز کرد.
هاکسلی پس از نگاشتن چندین اثر خود در شمار داستان سرایان و شرح حال نویسان مشهور انگلیسی درآمد. همچنین او را به خاطر احاطه حیرت‌انگیزش بر اغلب علوم و فنون زمان خویش، بهترین مغز دوران خود نامیده‌اند.
معروف‌ترین رمان او دنیای قشنگ نو نوشتهٔ سال ۱۹۳۲ است، که داستان آن در قرن بیست و ششم در لندن اتفاق می‌افتد. عنوان کتاب از قسمتی از نمایشنامهٔ توفان از ویلیام شکسپیر گرفته شده‌است. مقالهٔ معروف او با نام درهای ادراک نیز در سال ۱۹۵۴ منتشر شد که به شرح تجربیات او پس از مصرف مسکالین می‌پردازد.
هاکسلی یکی از پیشاهنگان ادبیات مدرن در نیمه اول قرن بیستم محسوب می‌شود.

## کتابشناسی

### داستانی
ترجمه‌شده به فارسی
- دنیای قشنگ نو، ترجمهٔ سعید حمیدیان، انتشارات نیلوفر، چاپ سوم ۱۳۷۸
- زرد کروم
- بوزینه و ذات
- شیاطین شهر لودون
- جزیره
- ارش‍م‍ی‍دس ک‍وچ‍ک، ترجمهٔ پرویز شهریاری، چاپ اول ۱۳۷۴ مؤسسه کتاب همراه

##### ترجمه‌نشده
- بی‌چشم در غزه

### غیرداستانی
- ۱۹۵۴ - درهای ادراک: شرح تجربیات او پس از مصرف مسکالین

ترجمه‌شده به فارسی
- وضع بشر، مجموعه مقالات، ترجمهٔ اکبر تبریزی، انتشارات مروارید، ۱۳۶۳
- درهای ادراک بهشت و دوزخ، ترجمه مهناز دقیق نیا، انتشارات میر کسری، ۱۳۸۱